# Herb gminy Pabianice
Herb gminy Pabianice – jeden z symboli gminy Pabianice, ustanowiony 4 października 2000.

## Wygląd i symbolika
Herb przedstawia na tarczy w polu zielonym nad rogiem myśliwskim złotym takąż koronę.Złota korona nawiązuje do herbu Aaron Kapituły Krakowskiej (w polu błękitnym trzy korony złote, dwie nad jedną), który został także przyjęty jako herb Pabianic. Tereny gminy należały do dóbr biskupów krakowskich przez osiem wieków. Zielone tło oraz róg myśliwski symbolizują dawną łowiecką i rolniczą tradycję Pabianic. "Pobijanowice" mają pochodzić właśnie od "pobijania" zwierzyny, ewentualnie "Pobawianowice" od zabaw następujących po udanym polowaniu.

## Historia
Rada gminy Pabianice podjęła uchwałę dotyczącą ogłoszenia konkursu na herb 27 listopada 1999. 27 stycznia 2000 powołano sąd konkursowy. Prace mogły nadpływać do 28 kwietnia 2000. 8 maja wyłoniono zwycięski projekt, autorstwa Sławomira Łuczyńskiego. Projekt różnił się od przyjętego herbu podziałem pola w pas. 10 maja 2000 gmina wystąpiła o opinię do Komisji Heraldycznej. 3 lipca nadeszła odpowiedź negatywna, z sugestią zlikwidowania podziału tarczy. 12 września 2000, zmodyfikowany projekt uzyskał opinię pozytywną. Herb przyjęto uchwałą nr XIX/186/2000, datowaną na 4 października 2000.